# 天主教素叻他尼教區
天主教素叻他尼教區（拉丁語：Dioecesis Suratthanensis）是泰國一個羅馬天主教教區，屬曼谷總教區。範圍包括中部的巴蜀府和南部共十五府。2001年有教友6,682人、37個堂區、40名司鐸。主教為巴塔·西達努信。
1969年6月26日自叻武里教區分出。